# Trang đích
Trong tiếp thị trực tuyến, một trang đích, đôi khi được gọi là "trang thu thập khách hàng tiềm năng", "trang tĩnh" hoặc "trang đích", là một trang web xuất hiện để phản hồi khi nhấp vào kết quả tìm kiếm được tối ưu hóa của công cụ tìm kiếm (SEO), tiếp thị quảng cáo, email tiếp thị hoặc quảng cáo trực tuyến. Trang đích thường sẽ là bản trình bày đầy đủ và logic hơn những gì được ghi ở trên quảng cáo, kết quả tìm kiếm hoặc đường dẫn. Trang đích được dùng để tạo danh sách khách hàng tiềm năng (lead generation). Những hành vi mà người ghé thăm trang đích làm chính là hành vi dùng để xác định tiếp thị chuyển đổi (conversion rate). Trang đích có thể là một phần của một trang website nhỏ hoặc một trang nằm trong website của tổ chức.
Trang đích thường kết nối đến các phương tiện truyền thông mạng xã hội, chiến dịch e-mail hoặc chiến dịch công cụ tìm kiếm marketing để tăng độ hiệu quả của các quảng cáo. Mục tiêu chung của trang đích là chuyển đổi những người xem trang đích để tạo doanh thu hoặc khách hàng quan tâm. Nếu như mục tiêu là để có được khách hàng quan tâm, trang đích sẽ thể hiện cách người xem có thể liên hệ với công ty, thường sẽ là số điện thoại, hoặc bản khảo sát. Nếu cần doanh thu, trang đích sẽ có đường dẫn đến trang mua sắm hoặc trang checkout. Bằng cách phân tích các hành vi được tạo ra bởi một trang được liên kết, các nhà marketing có thể dùng tỷ lệ nhấp (CTR) và tỷ lệ chuyển đổi để xác định sự thành công của một quảng cáo.

## Phân loại
Có 2 loại trang đích: Reference (thu thập thông tin) và Transactional (bán hàng).
- Thu thập thông tin: Trang đích để thu thập thông tin sẽ thể hiện các thông tin liên quan đến người truy cập. Những trang này có thể bao gồm văn bản, hình ảnh, tổng hợp các đường dẫn có liên quan hoặc các yếu tố khác.
- Bán hàng: Mục đích của các trang đích bán hàng là để thuyết phục người truy cập thực hiện giao dịch. Điều này được thực hiện bằng cách cung cấp một khuôn mẫu để điền vào. Thông tin của người truy cập sẽ được thu thập nhằm để thêm địa chỉ email của họ vào danh sách như một khách hàng tiềm năng. Một chiến dịch email sau đó có thể được phát triển dựa trên các phản hồi ở trang đích bán hàng. Mục tiêu là thu thập càng nhiều thông tin về người truy cập càng tốt. Mục tiêu sau cùng là biến người truy cập thành khách hàng.

## Xuất xứ
Các trang đích xuất phát từ phòng IT của Microsoft vào cuối năm 2003 nhằm đối phó với doanh thu trực tuyến thấp của Office. Quá trình này phức tạp và tốn rất nhiều thời gian. Vì vậy, vào năm 2009, một vài công ty khởi nghiệp, trong đó có Unbounce, đã được lập nên để đơn giản hóa quá trình này. Sự trỗi dậy của công nghệ điện toán đám mây và thương mại điện tử vào năm 2009 đã tạo ra môi trường lý tưởng để những công ty khởi nghiệp này phát triển. Từ đó tới nay nhu cầu của người tiêu dùng đã thay đổi, đòi hỏi phải tích hợp với những công cụ khác như email marketing, nuôi dưỡng khách hàng quan tâm và hệ thống chăm sóc quản lý khách hàng.

## Một số format điển hình
Các trang đích thường chứa những tiêu đề rõ ràng, thúc đẩy hành động. Một trang đích tốt giải thích được rõ ràng sản phẩm cung cấp gì, nhấn mạnh được giá trị của sản phẩm hay dịch vụ đó.
Những chuyên gia marketing khuyên rằng các trang web nên bỏ menu điều hướng và hạn chế những đường dẫn ở trang đích. Bất kỳ hình thức đăng ký nào ở trang đích nên phản ánh giá trị của các lời đề nghị. Ví dụ một lời đề nghị miễn phí hoặc một lá thư đăng ký chỉ yêu cầu địa chỉ email, trong khi những lời đề nghị có giá trị sẽ yêu cầu nhiều chi tiết hơn. Chúng có thể bao gồm các hình ảnh liên quan hoặc các video ngắn. Những trang này còn có những biểu tượng của các trang mạng xã hội (Facebook, Twitter) để có thể chia sẻ lên những trang mạng đó.

## Tối ưu hóa trang đích
Tối ưu hóa trang đích (Landing page optimization, LPO) là một phần của quy trình tiếp thị Internet, rộng hơn gọi là tối ưu hóa chuyển đổi hoặc tối ưu hóa tỷ lệ chuyển đổi (CRO), với mục tiêu cải thiện tỷ lệ khách truy cập vào trang web trở thành khách hàng tiềm năng và khách hàng thực thụ. Trang đích là một trang web được hiển thị khi khách hàng tiềm năng nhấp vào quảng cáo hoặc liên kết kết quả của công cụ tìm kiếm. Trang web này thường hiển thị nội dung - là phần mở rộng có liên quan của quảng cáo hoặc liên kết. LPO nhằm mục đích cung cấp nội dung trang và giao diện khiến trang web hấp dẫn hơn đến đối tượng mục tiêu.
Có ba loại LPO chính dựa trên việc nhắm mục tiêu:
1. Nhắm mục tiêu nội dung liên kết (còn được gọi là tối ưu hóa dựa trên quy tắc hoặc nhắm mục tiêu thụ động). Nội dung trang được sửa đổi dựa trên thông tin thu được về tiêu chí tìm kiếm của khách truy cập, thông tin địa lý của lưu lượng truy cập nguồn hoặc các tham số chung đã biết khác có thể được sử dụng cho phân khúc người tiêu dùng không dựa trên nghiên cứu rõ ràng.
2. Nhắm mục tiêu nội dung dự đoán (còn được gọi là nhắm mục tiêu hoạt động). Nội dung trang được điều chỉnh bằng cách tương quan bất kỳ thông tin đã biết nào về khách truy cập (ví dụ: hành vi mua trước, thông tin nhân khẩu học, mẫu duyệt, v.v.) để dự đoán (mong muốn) các hành động trong tương lai dựa trên phân tích dự đoán.
3. Nhắm mục tiêu theo định hướng của người tiêu dùng (còn được gọi là nhắm mục tiêu xã hội). Nội dung trang được tạo bằng cách sử dụng mức độ phù hợp của thông tin có sẵn công khai thông qua cơ chế dựa trên đánh giá, xếp hạng, gắn thẻ, giới thiệu, v.v.

Có hai loại LPO chính dựa trên thử nghiệm:
1. Thử nghiệm kết thúc đóng: Người tiêu dùng tiếp xúc với một số biến thể của trang đích, thay đổi các yếu tố như tiêu đề, định dạng và bố cục trong khi hành vi của họ được quan sát trong nỗ lực loại bỏ những phiền nhiễu sẽ dẫn đầu khỏi trang, bao gồm cả điều hướng chính. Khi kết thúc thử nghiệm, một trang tối ưu được chọn dựa trên kết quả của thử nghiệm.
2. Thử nghiệm kết thúc mở: Cách tiếp cận này tương tự như thử nghiệm kết thúc đóng ngoại trừ việc thêm nhiều biến thể sẽ được thêm vào để thử nghiệm và thử nghiệm sẽ không dừng lại khi tìm thấy người chiến thắng. Phương pháp này được sử dụng bởi tập đoàn lớn để tự động cải thiện tỷ lệ chuyển đổi và cải thiện trải nghiệm người dùng. Trang đích cũng có thể được điều chỉnh linh hoạt khi kết quả thử nghiệm thay đổi để nâng cao hơn nữa trải nghiệm người dùng.

### Dựa trên thử nghiệm (Experimentation-based)
LPO dựa trên thử nghiệm có thể đạt được bằng cách sử dụng thử nghiệm A / B, LPO đa biến và thử nghiệm tổng kinh nghiệm. Các phương pháp này có thể áp dụng cho cả thử nghiệm đóng và kết thúc mở.

#### Thử nghiệm A / B (A/B testing)
Thử nghiệm A / B hoặc thử nghiệm phân tách A / B, là phương pháp để thử nghiệm hai phiên bản của trang web: phiên bản "A" và phiên bản "B". Mục tiêu là kiểm tra nhiều phiên bản của trang web (ví dụ: trang chủ so với trang sản phẩm) hoặc một yếu tố cụ thể thay đổi giữa biến thể A và biến thể B (chẳng hạn như có một hình thức dẫn ở bên trái hoặc đặt nó ở bên phải bên tay), Câu hỏi thường gặp để xác định phiên bản nào hấp dẫn/hiệu quả nhất. Phương pháp thử nghiệm này cũng có thể được gọi là thử nghiệm phân tách A / B / n; các n biểu thị hơn 2 bài kiểm tra được đo và so sánh. Dữ liệu cho thử nghiệm A / B thường được đo thông qua tỷ lệ nhấp hoặc phương pháp theo dõi chuyển đổi thay thế.
Thử nghiệm có thể được tiến hành tuần tự hoặc song song. Trong thử nghiệm tuần tự, thường là dễ thực hiện nhất, các phiên bản khác nhau của các trang web được cung cấp trực tuyến trong một khoảng thời gian xác định. Trong thử nghiệm song song (phân tách), cả hai phiên bản đều có sẵn và lưu lượng được phân chia giữa hai phiên bản. Các kết quả của thử nghiệm phân tách tuần tự có thể bị sai lệch bởi các khoảng thời gian và mẫu lưu lượng khác nhau trong đó các thử nghiệm khác nhau được chạy.
Thử nghiệm A / B có những ưu điểm sau:
- Không tốn kém vì tài nguyên và công cụ hiện có được sử dụng.
- Đơn giản vì không cần phân tích thống kê phức tạp.

Thử nghiệm A / B có những nhược điểm sau:
- Khó kiểm soát tất cả các yếu tố bên ngoài (ví dụ: chiến dịch, lưu lượng tìm kiếm, thông cáo báo chí, tính thời vụ) khi sử dụng thử nghiệm tuần tự.
- Rất hạn chế trong đó có thể rút ra kết luận đáng tin cậy cho các trang có chứa nhiều yếu tố khác nhau trong mỗi phiên bản.

#### Thử nghiệm đa biến (Multivariate testing)
Tối ưu hóa nhiều trang đích (MVLPO) cho nhiều biến thể của các yếu tố trực quan (ví dụ: đồ họa, văn bản) trên một trang.
Ví dụ: một trang nhất định có thể có k lựa chọn cho tiêu đề, m lựa chọn cho hình ảnh hoặc đồ họa đặc trưng và n lựa chọn cho logo của công ty. Ví dụ này mang lại cấu hình trang đích k × m × n.
Những cải tiến đáng kể có thể được nhìn thấy thông qua việc thử nghiệm các văn bản sao chép khác nhau, bố cục biểu mẫu, hình ảnh trang đích và màu nền. Tuy nhiên, không phải tất cả các yếu tố tạo ra cùng một cải tiến trong chuyển đổi và bằng cách xem kết quả từ các thử nghiệm khác nhau, có thể xác định các yếu tố luôn có xu hướng tạo ra sự gia tăng lớn nhất trong chuyển đổi.
Ứng dụng đầu tiên của một thiết kế thử nghiệm cho MVLPO đã được Moskowitz Jacobs Inc. thực hiện vào năm 1998 như một dự án mô phỏng/trình diễn cho Lego. MVLPO đã không trở thành một cách tiếp cận chủ đạo cho đến năm 2003 hoặc 2004.
MVLPO có những ưu điểm sau:
- Cung cấp cách tiếp cận khoa học, đáng tin cậy để hiểu sở thích của khách hàng và tối ưu hóa trải nghiệm của họ.
- Đã phát triển thành một cách tiếp cận dễ sử dụng, trong đó không cần nhiều sự tham gia của CNTT.
- Trong nhiều trường hợp, một vài dòng JavaScript cho phép các máy chủ của nhà cung cấp từ xa kiểm soát các thay đổi, thu thập dữ liệu và phân tích kết quả.  Cung cấp một nền tảng cho thử nghiệm kết thúc mở.

MVLPO có những nhược điểm sau:
- Như với bất kỳ nghiên cứu định lượng của người tiêu dùng nào, có một mối nguy hiểm của GIGO (rác vào, rác ra). Các ý tưởng có nguồn gốc từ các điểm tiếp xúc khách hàng đã biết hoặc các mục tiêu kinh doanh chiến lược là cần thiết để có được kết quả tối ưu.
- Tập trung vào việc tối ưu hóa một trang tại một thời điểm. Trải nghiệm trang web cho hầu hết các trang web liên quan đến nhiều trang, thường phức tạp. Đối với một trang web thương mại điện tử, việc mua hàng thành công có liên quan từ mười hai đến mười tám trang; đối với một trang web hỗ trợ, thậm chí nhiều trang hơn thường được yêu cầu

#### Thử nghiệm toàn diện (Total-experience testing)
- Thử nghiệm toàn bộ trải nghiệm hoặc thử nghiệm trải nghiệm là loại thử nghiệm dựa trên thử nghiệm trong đó toàn bộ trải nghiệm trang web của khách truy cập được kiểm tra bằng các khả năng kỹ thuật của nền tảng trang web (ví dụ: ATG, Phần mềm Blue Martini, v.v.). Thay vì tạo nhiều trang web, kiểm tra toàn bộ trải nghiệm sử dụng nền tảng trang web để tạo ra một số trải nghiệm bền bỉ và theo dõi khách hàng nào ưa thích.
- Một lợi thế của kiểm tra toàn bộ trải nghiệm là nó phản ánh tổng số trải nghiệm trang web của khách hàng, không chỉ là trải nghiệm với một trang duy nhất. Hai nhược điểm là thử nghiệm toàn bộ trải nghiệm yêu cầu nền tảng trang web hỗ trợ thử nghiệm trải nghiệm và mất nhiều thời gian hơn để có kết quả so với thử nghiệm A / B và MVLPO.

#### Bố cục hình chữ F ("F-like" layout)
Các công cụ theo dõi mắt khác nhau đã chứng minh rằng mọi người quét các trang web theo nhiều kiểu khác nhau, nhưng một trong những công cụ phổ biến nhất cho cả máy tính để bàn và thiết bị di động là hình chữ F. Điều này có nghĩa là hầu hết khách truy cập trang web nhìn thấy phía trên và bên trái của màn hình ở vị trí đầu tiên và chỉ sau đó họ di chuyển đến các phần khác của màn hình theo từng dòng. Do đó, các nhà phát triển web đang đưa nội dung trang web quan trọng nhất vào dòng đầu tiên và từ đầu tiên của văn bản trang web để cải thiện khách truy cập hiểu nội dung tổng thể.

#### Thông điệp đồng bộ (Message matching)
- Thông điệp đồng bộ là ý tưởng khớp thông điệp trước khi nhấp vào thông điệp sau khi nhấp trên trang đích.
- Mục tiêu của việc khớp thông điệp là tạo một trang đích hướng các cá nhân đến một trang trên một sản phẩm hoặc chủ đề mà họ đang mong đợi. Điều này có thể được thực hiện bằng cách hiển thị một tuyên bố cho khách truy cập sử dụng cùng từ khóa và hình ảnh phù hợp trên trang đích được tìm thấy trong quảng cáo mà họ đã nhấp vào.
- Tin nhắn trên trang củng cố lý do nhấp chuột của họ, giảm hoặc xóa nhầm lẫn và do đó tăng tỷ lệ chuy ển đổi. Điều này cải thiện trải nghiệm người dùng tổng thể và giảm tỷ lệ thoát (các cá nhân rời khỏi trang web mà không chuyển đổi hoặc điều hướng đến một phần khác của trang web) cho trang. Kết hợp thông điệp tốt có thể tăng chuyển đổi lên đến 50% trong nhiều trường hợp.

#### Đồng bộ thiết kế (Design matching)
Design Match lấy thiết kế trên quảng cáo hiển thị và lặp lại trên trang đích. Đảm bảo giao diện, cảm nhận là như nhau để làm trơn tru quá trình chuyển đổi giữa nhấp vào quảng cáo và hoàn thành chuyển đổi.